# Inde aux Jeux olympiques d'été de 1952
L'Inde participe aux Jeux olympiques d'été de 1952 qui se déroulent à Helsinki, en Finlande. Il s'agit de sa huitième participation à des Jeux d'été. La délégation indienne composée de 64  athlètes dont quatre femmes, rapporte de Finlande deux médailles : une en or et une en bronze. A l'occasion de ces jeux, les hockeyeurs indiens accomplissent un exploit. Ils offrent en effet à leur pays un troisième titre olympique consécutif en Hockey sur gazon, après ceux de 1936 et 1948. Une médaille d’or obtenue après une large victoire en finale sur l’équipe néerlandaise (6 buts à 1) et qui leur permet de se situer en 26e place au rang des nations.

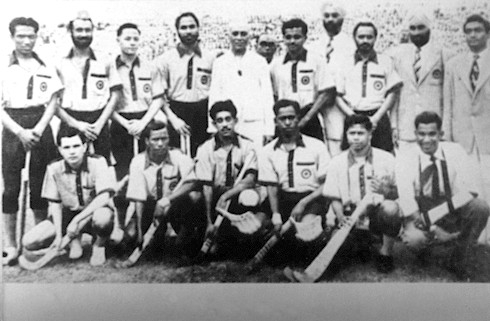
L’équipe indienne de hockey sur gazon championne olympique, photographiée en compagnie du Premier ministre de l'Inde, Jawaharlal Nehru.

## Tous les médaillés
| Médaille           | Nom | Sport            | Épreuve                          |
| ------------------ | --- | ---------------- | -------------------------------- |
| Médaille d'or      | Ranganandhan Francis Dharam Singh Keshav Dutt Govind Perumal Randhir Gentle Leslie Claudius Chinadorai Deshmutu Raghbir Lal Kunwar Singh Balbir Singh Udham Singh Muniswamy Rajgopal Meldric Daluz Grahanandan Singh | Hockey sur gazon |                                  |
| Médaille de bronze | Khashaba Dadasaheb Jadhav | Lutte            | Lutte libre Poids coq 52 - 57 kg |

## Sources
- (fr) Tous les résultats de 1952 sur le site du Comité international olympique
- (en) Bilan sportif complet de l’Inde sur le site olympedia.org